# Sommi sacerdoti samaritani

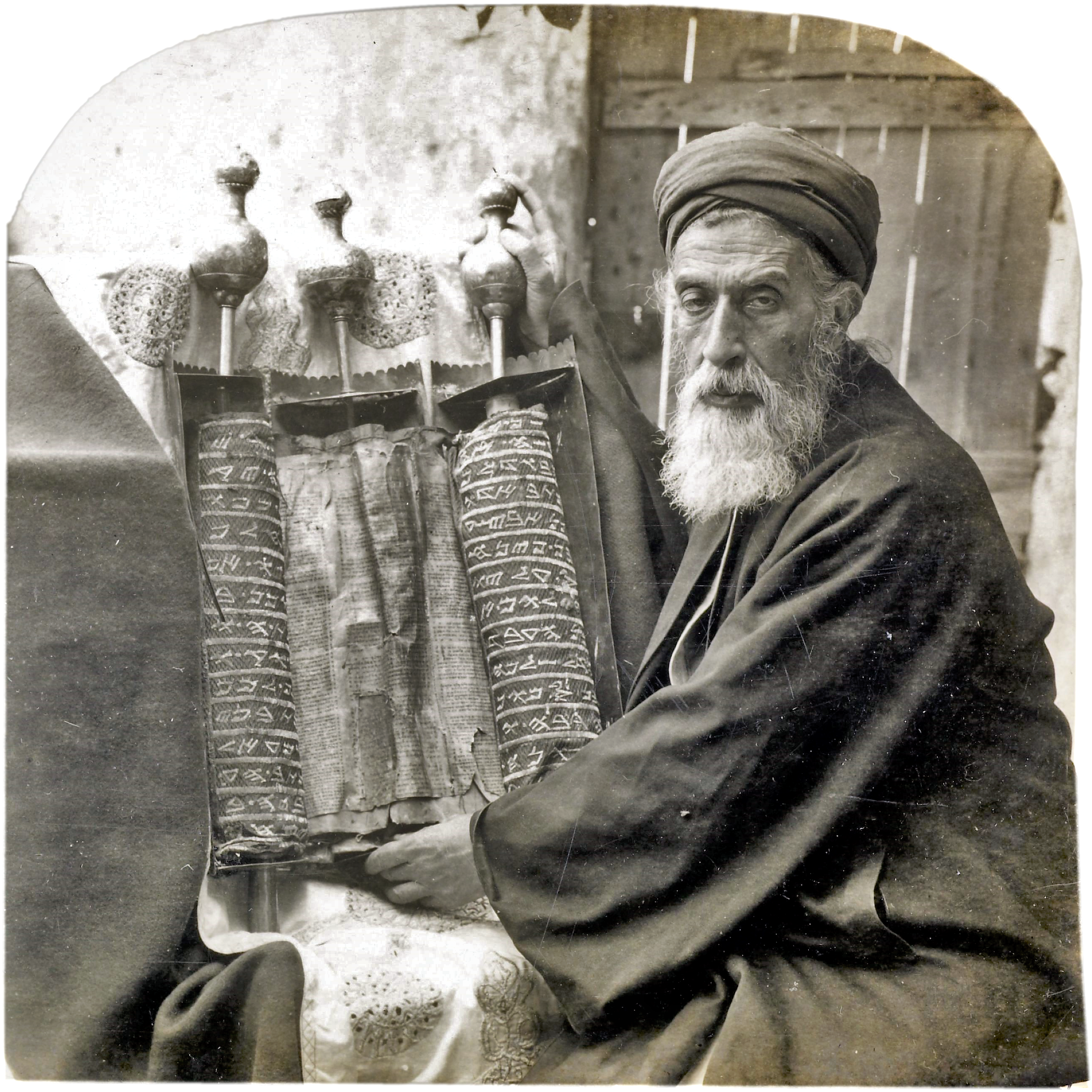
Il sommo sacerdote Yaacob I mentre custodisce l'Antico testamento samaritano, 1905.

Il sommo sacerdote samaritano è il sommo sacerdote (in ebraico כּהֵן הָדֹאשׁ ,הַכֹּהֵן הַגָּדוֹל ,הַכֹּהֵן‎?, kohèn gadòl, o kohen ha-gadol) d'Israele secondo la tradizione samaritana.
A differenza della carica sacerdotale tradizionale giudaica, abolita con la distruzione del Secondo tempio di Gerusalemme sul Monte Sion nel 70 d.C. ad opera di Tito, la carica samaritana, legata al culto del Monte Garizim, è ancora esistente ed è attualmente esercitata dal sommo sacerdote Aabed-El V.

## Storia
L'ufficio del sommo sacerdozio s'inaugura anche per i samaritani, secondo l'Antico testamento, con Aronne, fratello di Mosè. Giuseppe Flavio suggerisce però che i sommi sacerdoti samaritani siano una propaggine dei sommi sacerdoti zaadokiti di Gerusalemme distaccatisi durante l'epoca di Alessandro Magno, quando questi riconobbe il diritto dei samaritani al culto del monte Garizim dopo la cattività babilonese degli ebrei.
La dinastia sacerdotale principale inaugurata da Aronne al servizio dei samaritani si estinse con la morte di Shalma I, ultimo discendente per parte di Eleazaro (figlio di Aronne), nel 1624. Alla sua morte la linea passò a Tsedaka II, discendente da Aronne per parte del figlio Itamar. Questa linea si è affermata nel corso del tempo in quattro famiglie sacerdotali; il casato Åbtå (discententi di Tsedaka II), il casato Dār 'Åder (discendenti di Phineas ben Isaac), il casato Dār Yīṣ'å̄q (discendenti di Isaac ben Amram), e il casato Dār Yāqob (discendenti di Jacob ben Aaron).

## Lista dei sommi sacerdoti samaritani
1. Sashai ben Abishua, rivale dell'alto sacerdote giudeo Eli
2. Bakhi ben Abishua, probabilmente coincidente con l'alto sacerdote giudeo Bukki.
3. Uzzi ben Sashai
4. Sashai II
5. Bakhi II
6. Shembet ben Nedab ben Uzzi ben Sashai, che servì da solo al tempio di Shechem.
7. Shalom I ben Shembet,
8. Hezekiah I ben Pedaiel ben Shembet,
9. Jonathan I ben Abiathar (2 Samuele 15:27), servì come messaggero durante la ribellione di Assalonne, figlio di Davide (2 Samuele 15:36, 17:17).
10. Jair I ben Jonathan,
11. Daliah I ben Hezekiah,
12. Jair II ben Abiezer ben Jair,
13. Jonathan II ben Mennah ben Abiezer
14. Ishmael ben Koraiah ben Daliah
15. Tabia I
16. Zedekiah
17. Ahid
18. Jair III
19. Jehozadak
20. Zadok
21. Amram I
22. Hezekiah II
23. Amram II
24. Akkub
25. Akkubiah I ben Hoshea, contemporaneo di Isaia e del re Ezechia
26. Hillel I
27. Seriah
28. Levi I
29. Netaniel I
30. Azariah, che servì durante la distruzione del Primo tempio di Gerusalemme
31. Aabed-El I
32. Hezekiah III
33. Hananiah
34. Amram III
35. Hillel II
36. Hezekiah IV
37. Daliah II
38. Akkub II
39. Akkubiah II
40. Levi II
41. Elazar II
42. Manasseh, genero di Sanballat l'horonita
43. Jair IV
44. Netaniel II
45. Joachim
46. Jonathan III, contemporaneo di Gesù
47. Elishama, che servì durante la distruzione del Secondo tempio di Gerusalemme
48. Shemaiah
49. Tabia II
50. Amram IV
51. Akabon I
52. Phinhas II
53. Levi III, servì durante la guerra di Simon Bar Kokheba
54. Elazar III
55. Baba I
56. Elazar IV
57. Akabon II
58. Netaniel III
59. (~308-328) Baba II Rabba, ben Netaniel
60. Akabon III
61. Netaniel IV
62. Akabon IV
63. Elazar V
64. Akabon V
65. Elazar VI
66. Akabon VI
67. Elazar VII
68. Netaniel V
69. Elazar VIII
70. Netaniel VI
71. (640–650) Elazar IX
72. Akabon VII
73. Elazar X
74. Akabon VIII
75. Elazar XI
76. (~750) Akabon IX
77. (780-810) Elazar XII
78. Simeon
79. Levi IV
80. Phinhas III
81. Netaniel VII
82. Baba III
83. Elazar XIII
84. Netaniel VIII
85. Elazar XIV
86. Phinhas IV
87. Netaniel IX
88. Aabed-El II
89. Elazar XV
90. Aabed-El III
91. Elazar XVI
92. Aabed-El IV
93. Aaharon II
94. Eleazer XVII
95. Tsedaka I
96. Amram V
97. Aaharon III
98. Amram VI
99. Uzzi II
100. Yoseph I
101. Phinhas V
102. Elazar XVII
103. Phinhas VI, haNatzri
104. Abisha II
105. Elazar XVIII
106. Itamar
107. Amram VII
108. Uzzi III
109. Phinhas VII
110. Elazar XIX
111. Phinhas IX
112. (1613–1624) Shalma I ben Phinhas
113. (1624–1650) Tsedaka II ben Tabia ha'Åbtå'i
114. (1650–1694) Yitzhaq I ben Tsedaka
115. (1694–1732) Abram ben Yitzhaq
116. (1732–1752) Levi V ben Abram
117. (1752–1787) Tabia III ben Yitzhaq ben Abram
118. (1787–1855) Shalma II ben Tabia
119. (1855–1874) Amram VIII ben Shalma
120. (1874–1916) Yaacob I ben Aaharon ben ShalmaIl sommo sacerdote Yitzhaq II mettendosi al sicuro durante i Moti palestinesi del 1920 con A.C. Harte, direttore dell'YMCA di Gerusalemme.

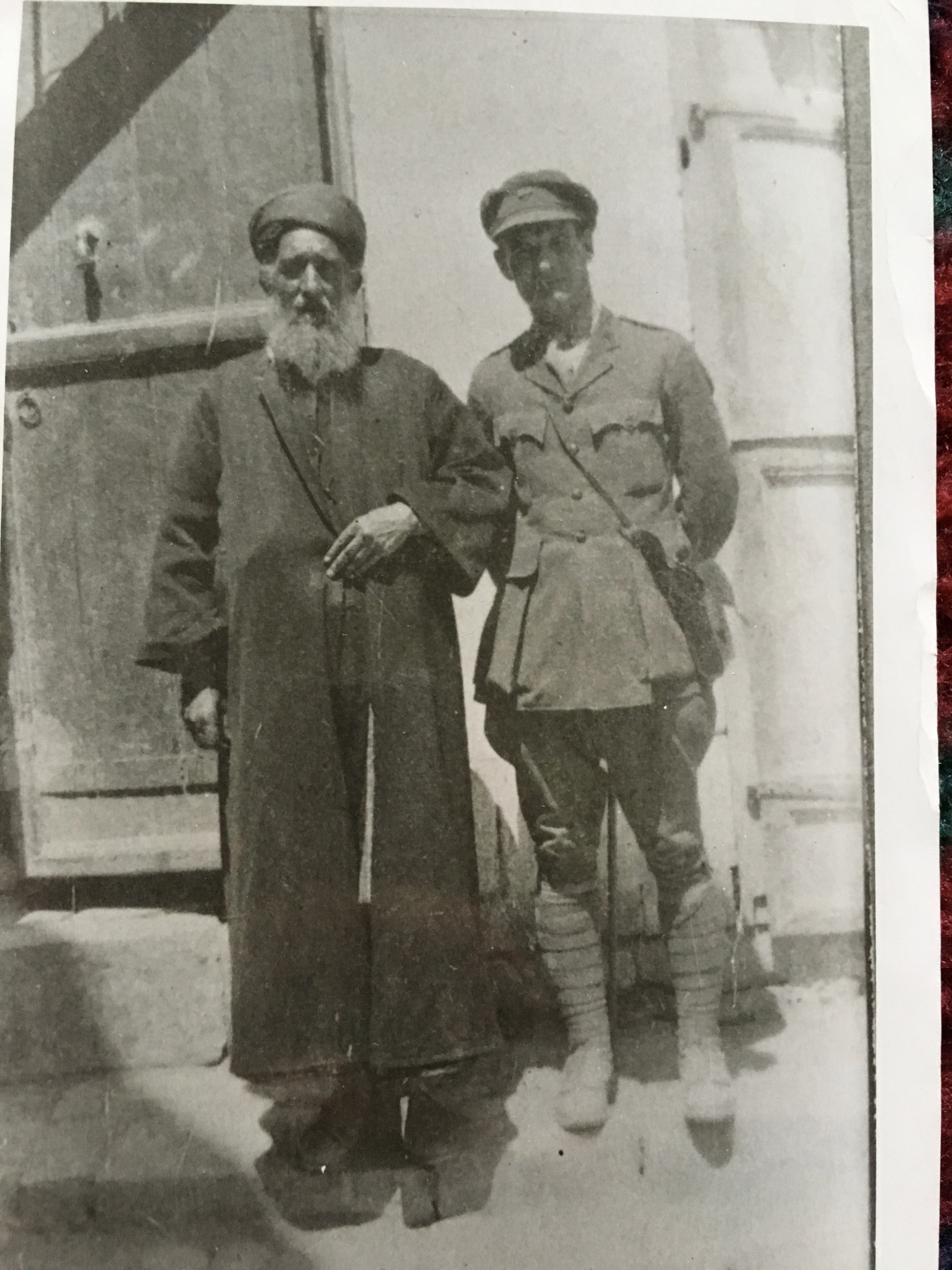
Il sommo sacerdote Yitzhaq II mettendosi al sicuro durante i Moti palestinesi del 1920 con A.C. Harte, direttore dell'YMCA di Gerusalemme.

121. (1916–1932) Yitzhaq II ben Amram ben Shalma ben Tabia
122. (1933–1943) Matzliach ben Phinhas ben Yitzhaq ben Shalma
123. (1943–1961) Abisha III ben Phinhas ben Yittzhaq ben Shalma
124. (1961–1980) Amram IX ben Yitzhaq ben Amram ben Shalma
125. (1980–1982) Asher ben Matzliach ben Phinhas
126. (1982–1984) Phinhas X ben Matzliach ben Phinhas
127. (1984–1987) Yaacob II ben Uzzi ben Yaacob ben Aaharon
128. (1987–1998) Yoseph II ben Ab-Hisda ben Yaacov ben Aaharon
129. (1998–2001) Levi VI ben Abisha ben Phinhas ben Yitzhaq
130. (2001–2004) Shalom II ben Amram ben Yitzhaq/Salum Is'haq al-Samiri
131. (2004–2010) Elazar XX ben Tsedaka ben Yitzhaq
132. (2010–2013) Aharon IV ben Ab-Chisda ben Yaacob
133. (2013–in carica) Aabed-El V ben Asher ben Matzliach